# Міхай Андріку
Міха́й Андрі́ку (рум. Mihail Andricu; 22 грудня 1897 — 4 березня 1974)  — румунський композитор, один з представників національної музичної школи.
Професор Бухарестського інституту мистецтв, член-кореспондент АН РНР.
Написав кілька симфоній, балети «Таємниця» (1932) і «Зірка» (1951), увертюру «Румунсько-радянська дружба», симфонічні, камерні, хорові твори і пісні, в яких широко використовував народні мелодії.

## Відзнаки і нагороди
Національна (1947) та Державна (1954) премії.